# Сінкансен

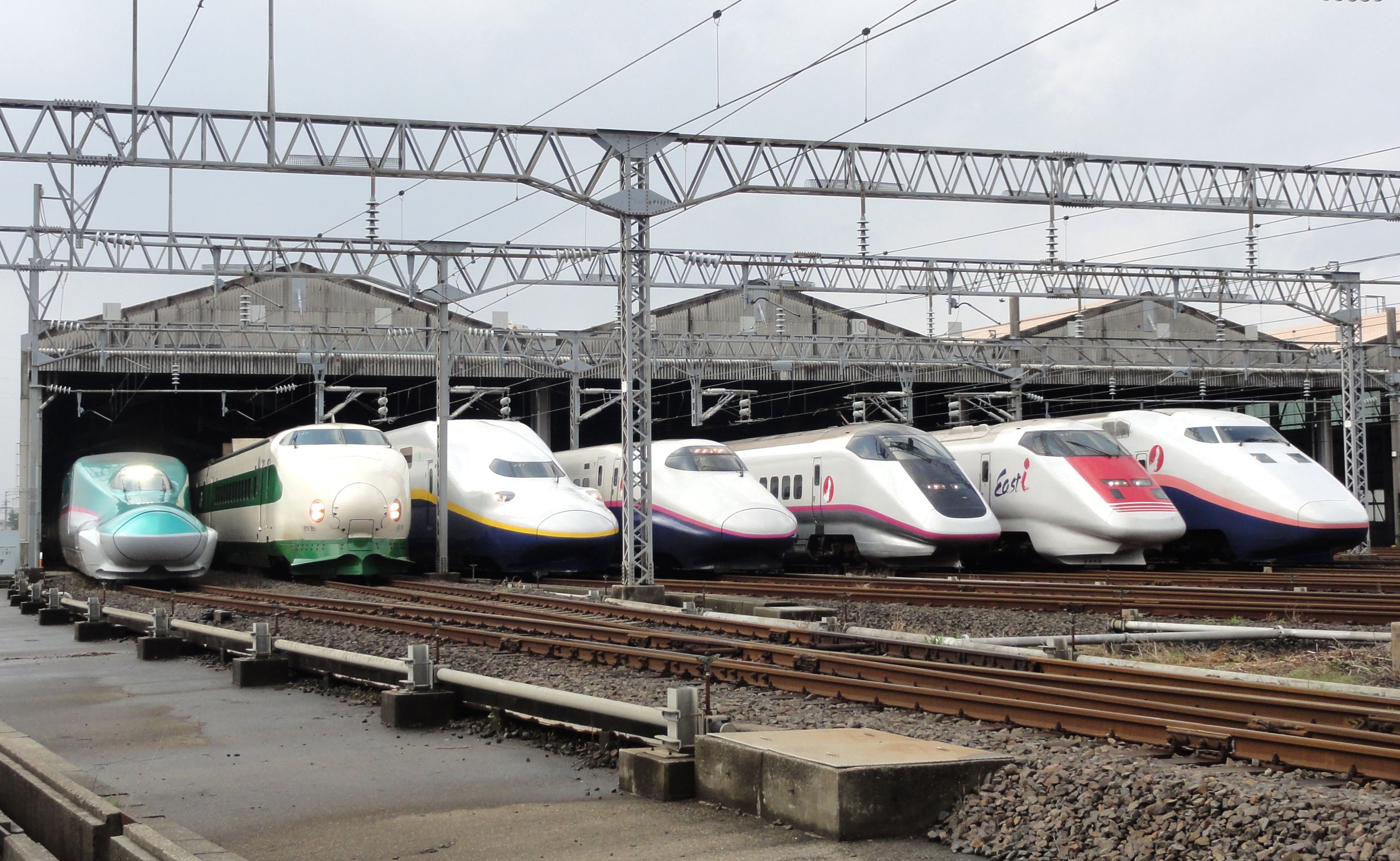
Лінійка поїздів JR East Шінкансен в жовтні 2012 року.

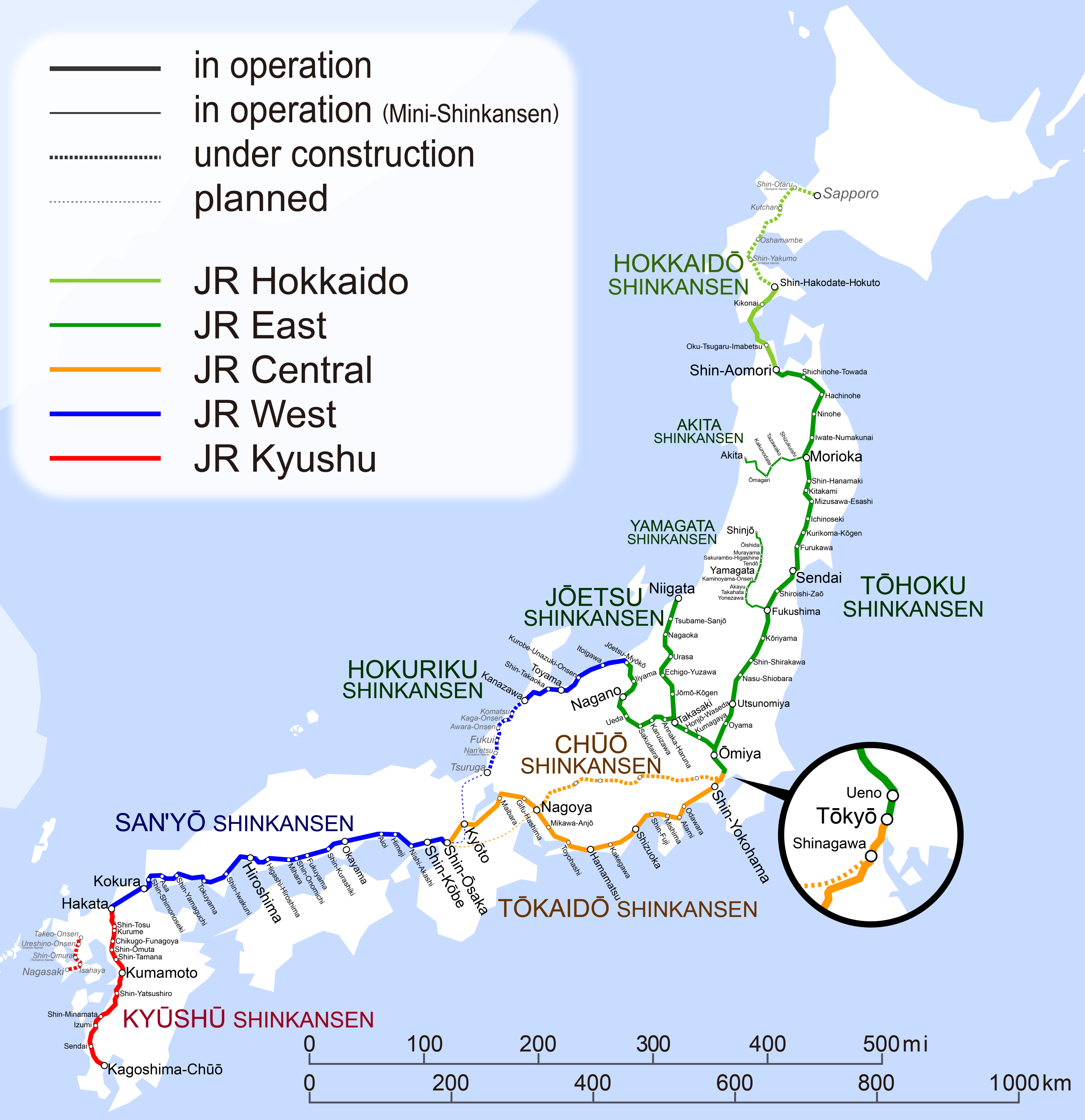
Схема Шінкансена

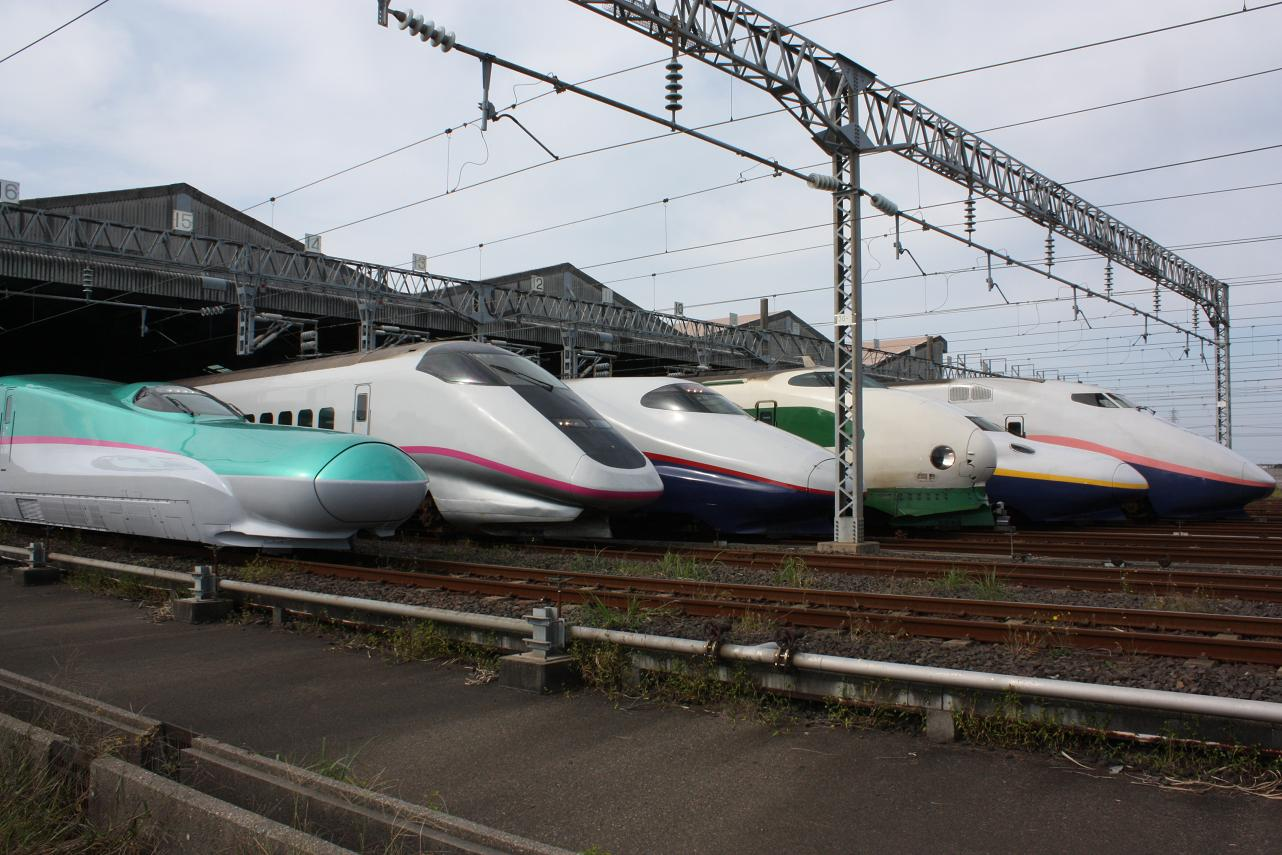
Шінкансен серій 200 і E1 ~ E5

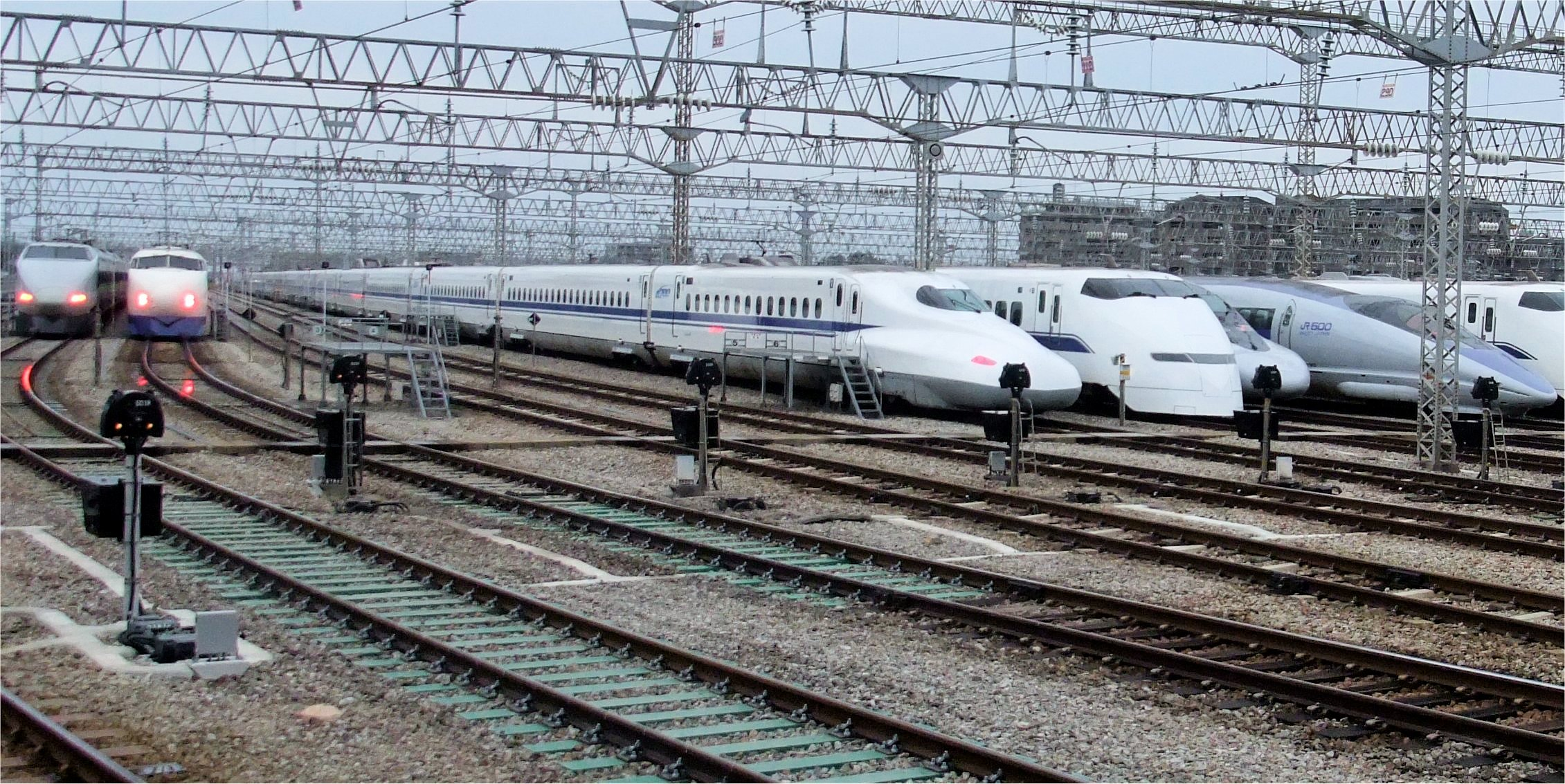
Сінкансен серій 0 ~ N700

«Шінкансе́н» (яп. 新幹線, しんかんせん, МФА: [ɕiŋkaꜜɰ̃seɴ], Shinkansen, «нова лінія») — мережа швидкісних залізничних ліній в Японії, що керується Японськими залізницями. Починаючи з першої лінії поїздів цього типу, Токайдо шінкансен (東海道新幹線), відкритої в 1964 році, система розширилася та зв'язала головні міста на островах Хоншю і Кюшю мережею залізниць, здатних працювати зі швидкостями до 300 км/год в умовах частих землетрусів і тайфунів. На випробуваннях поїзди показали швидкості до 443 км/год на звичайних рейках та до 580 км/год на лініях маглев. Перша лінія з 17 станціями протяжністю 515 км, які поїзд долав за дві з половиною години, була відкрита між Осакою і Токіо в жовтні 1964 року, до літньої Олімпіади. «Шінкансен» дослівно означає «нова магістраль» і тому, щиро кажучи, посилається тільки на колії, потяги офіційно називаються «супер-експрес» (超特急, чьотоккю), проте, різницю між ними рідко помічають навіть в Японії.

## Загальна інформація
Спочатку лінії «Шінкансен» були призначені для цілодобових пасажирських і вантажних перевезень. На середину 2010-х обслуговують тільки пасажирів, а також вночі всі лінії Сінкансен закриваються з 0:00 до 06:00 ранку для проведення обслуговування. В цей час продовжують працювати звичайні поїзди, які прямують практично паралельно лініям Сінкансен.
Рух на лініях Шінкансен почався в 1964 році на Токайдо-сінкансен зі швидкості в 210 км/год. Лінія Токайдо-Сінкансен є найзавантаженішою високошвидкісною залізничною лінією в світі. На ній перевозиться близько 375 000 пасажирів щодня. За рік же був перевезений 151 млн пасажирів (березень 2008). За годину між Токіо і Осакою, найбільшими містами в Японії, може прямувати до 10 поїздів, що складаються з 16 вагонів кожен (місткістю 1300 місць).
Сінкансен використовує стандартну міжнародну ширину колії (1435 мм, тобто вужчу за українську), на відміну від решти японських залізниць що мають капську колію (1067 мм). Лінії електрифіковані за системою однофазного змінного струму 25 кВ 60 Гц , на лініях міні-сінкансен напруга становить 20 кВ. Для подолання перешкод без втрати швидкості широко застосовуються тунелі та естакади.
Сучасні лінії, такі, як Нагано, Хокурику і Кюсю, будувалися з розрахунком на швидкість 260 км/год. Старіші лінії на середину 2010-х модернізовані до швидкостей 285, 300 і 320 км/год (для Токайдо, Саньо і Тохоку сінкансенов відповідно). Таким чином, на початок 2010-х всього 4 лінії з експлуатаційною швидкістю 320 км/год, одна з них в Японії - Тохоку-сінкансен. Планується подальше збільшення швидкості експлуатації Тохоку-«Сінкансен» до 360 км/год до 2020-го року. Раніше планувалося досягти такої швидкості до 2013-го року, але цей проект провалився.
Вже через три роки після початку експлуатації залізниця розпочала приносити прибуток, а на 1971 за рахунок виручки від продажу квитків і послуг повністю окупила витрати на будівництво. Існують також дві лінії Міні-сінкансен, які не є швидкісними, але включені в мережу «звичайного» «Сінкансен», мають загальний рухомий склад, тарифи тощо.

## Лінії
| Лінія                                                                                                 | Початок      | Кінець              | Довжина  | Оператор        | Відкриття | Маршрути         | Загальна характеристика маршруту | Рухомий склад                                               |
| --- | ------------ | ------------------- | -------- | --------------- | --------- | ---------------- | --- | ----------------------------------------------------------- |
| Токайдо-сінкансен                                                                                     | Токіо        | Сін-Осака           | 515,4 км | JR Central      | 1964      | Нодзомі          | У перекладі з японської «Нодзомі» означає «надія». Потяги, що прямують цим маршрутом, є найшвидшими поїздами цієї лінії - шлях від Токіо до Осаки займе 2,5 години, а від Токіо до Хаката (Фукуока) - 5 годин. Потяги «Нодзомі» зупиняються тільки на таких великих станціях, як Нагоя, Кіото, Окаяма і Хіросіма. Єдиний маршрут, що дозволяє проїхати всі станції і Токайдо, і Саньо Сінкансен без єдиної пересадки. | Сінкансен 300, Сінкансен 500, Сінкансен 700, Сінкансен N700 |
| Токайдо-сінкансен                                                                                     | Токіо        | Сін-Осака           | 515,4 км | JR Central      | 1964      | Хікарі           | «Хікарі» в перекладі означає «світло». Поїзди, що курсують за цим маршрутом, були першими поїздами на лінії Токайдо/Саньо, а тепер з появою «Нодзомі» відійшли на другий план і є другими за швидкістю руху на цій лінії. На маршруті «Хікарі» розташовані декілька другорядних станцій, але по ньому як і раніше можна проїхати дуже швидко: шлях з Токіо до Осаки, зокрема, займе три години. На відміну від Нодзомі, при русі через Осаку необхідна пересадка, тому що на лініях Токайдо і Саньо є свої індивідуальні маршрути Хікарі, між собою не інтегровані. Те ж саме відноситься і до маршруту Кодама. | Сінкансен 300, Сінкансен 700, Сінкансен N700                |
| Токайдо-сінкансен                                                                                     | Токіо        | Сін-Осака           | 515,4 км | JR Central      | 1964      | Хікарі Rail Star | «Хікарі» в перекладі означає «світло». Поїзди, що курсують за цим маршрутом, були першими поїздами на лінії Токайдо/Саньо, а тепер з появою «Нодзомі» відійшли на другий план і є другими за швидкістю руху на цій лінії. На маршруті «Хікарі» розташовані декілька другорядних станцій, але по ньому як і раніше можна проїхати дуже швидко: шлях з Токіо до Осаки, зокрема, займе три години. На відміну від Нодзомі, при русі через Осаку необхідна пересадка, тому що на лініях Токайдо і Саньо є свої індивідуальні маршрути Хікарі, між собою не інтегровані. Те ж саме відноситься і до маршруту Кодама. | Сінкансен N700                                              |
| Токайдо-сінкансен                                                                                     | Токіо        | Сін-Осака           | 515,4 км | JR Central      | 1964      | Кодама           | Цей маршрут можна назвати «місцевим», оскільки на ньому поїзди роблять зупинки на всіх дрібних і другорядних станціях. Але потяги, що курсують по цьому маршруту, точно так само мають право називатися Сінкансен. | Сінкансен 300, Сінкансен 700                                |
| Санйо-сінкансен                                                                                       | Сін-Осака    | Хаката              | 553,7 км | JR West         | 1972—1975 | Кодама           | Цей маршрут можна назвати «місцевим», оскільки на ньому поїзди роблять зупинки на всіх дрібних і другорядних станціях. Але потяги, що курсують по цьому маршруту, точно так само мають право називатися Сінкансен. | Сінкансен 100                                               |
| Санйо-сінкансен                                                                                       | Сін-Осака    | Хаката              | 553,7 км | JR West         | 1972—1975 | Нодзомі          | Див. Токайдо-сінкансен | Див. Токайдо-сінкансен                                      |
| Санйо-сінкансен                                                                                       | Сін-Осака    | Хаката              | 553,7 км | JR West         | 1972—1975 | Хікарі           | Див. Токайдо-сінкансен | Див. Токайдо-сінкансен                                      |
| Санйо-сінкансен                                                                                       | Сін-Осака    | Хаката              | 553,7 км | JR West         | 1972—1975 | Хікарі Rail Star | Див. Токайдо-сінкансен | Див. Токайдо-сінкансен                                      |
| Тохоку-сінкансен                                                                                      | Токіо        | Сін-Аоморі          | 674,9 км | JR East         | 1982—2010 | Хаябуса          | Цей маршрут було введено в експлуатацію в 2011-му році і став ще швидшим, ніж Хаяте. З 2013-го поїзда розвивають швидкість 320 км/год, даний маршрут є найшвидшим серед Сінкансенів взагалі. | Сінкансен Е5                                                |
| Тохоку-сінкансен                                                                                      | Токіо        | Сін-Аоморі          | 674,9 км | JR East         | 1982—2010 | Хаяте            | Цей маршрут раніше був найшвидшим між Токіо і Сендай, Моріока або Хатінохе . Щоб дістатися від Токіо до Моріокі потрібно 2,5 години, а до Хатінохе - 3 години. | Сінкансен Е2                                                |
| Тохоку-сінкансен                                                                                      | Токіо        | Сін-Аоморі          | 674,9 км | JR East         | 1982—2010 | Max-Ямабіко      | Сінкансен Е1, Сінкансен Е4 |                                                             |
| Тохоку-сінкансен                                                                                      | Токіо        | Сін-Аоморі          | 674,9 км | JR East         | 1982—2010 | Насуно           | Це місцевий маршрут до Нікко або Уцуномії, але при цьому це все ті ж Сінкансен. | Сінкансен 200                                               |
| Тохоку-сінкансен                                                                                      | Токіо        | Сін-Аоморі          | 674,9 км | JR East         | 1982—2010 | Max-Насуно       | Це місцевий маршрут до Нікко або Уцуномії, але при цьому це все ті ж Сінкансен. | Сінкансен Е1                                                |
| Дзьоецу-сінкансен                                                                                     | Омія         | Ніїгата             | 269,5 км | JR East         | 1982      | Токі             | За цим маршрутом поїзда від Токіо до Ніїгати доїжджають приблизно за дві години і є найшвидшими поїздами Дзьоецу Сінкансен | Сінкансен 200                                               |
| Дзьоецу-сінкансен                                                                                     | Омія         | Ніїгата             | 269,5 км | JR East         | 1982      | Max Токі         | За цим маршрутом поїзда від Токіо до Ніїгати доїжджають приблизно за дві години і є найшвидшими поїздами Дзьоецу Сінкансен | Сінкансен Е4                                                |
| Дзьоецу-сінкансен                                                                                     | Омія         | Ніїгата             | 269,5 км | JR East         | 1982      | Танігава         | Потяги «Танігава» і «Макс-Танігава» курсують від станції Токіо до Гала-Юдзава, гірськолижного курорту в Етіго-Юдзава. Також вони, як правило, зупиняються на другорядних станціях. | Сінкансен 200                                               |
| Дзьоецу-сінкансен                                                                                     | Омія         | Ніїгата             | 269,5 км | JR East         | 1982      | Max Танігава     | Потяги «Танігава» і «Макс-Танігава» курсують від станції Токіо до Гала-Юдзава, гірськолижного курорту в Етіго-Юдзава. Також вони, як правило, зупиняються на другорядних станціях. | Сінкансен Е1                                                |
| Хокуріку-сінкансен (раніше - Нагано-сінкансен)                                                        | Такасакі     | Канадзава           | 345,4 км | JR East JR West | 1997—2015 | Асама            | Маршрут отримав свою назву завдяки вулкану Асама, що підноситься в префектурі Нагано. Від Токіо до Нагано-Сіті потяги прмують близько 1,5-2 годин. | Сінкансен Е2                                                |
| Хокуріку-сінкансен (раніше - Нагано-сінкансен)                                                        | Такасакі     | Канадзава           | 345,4 км | JR East JR West | 1997—2015 | Max Асама        | Маршрут отримав свою назву завдяки вулкану Асама, що підноситься в префектурі Нагано. Від Токіо до Нагано-Сіті потяги прмують близько 1,5-2 годин. | Сінкансен Е4                                                |
| Кюсю-сінкансен                                                                                        | Хаката       | Кагосіма-Тюо        | 256,8 км | JR Kyushu       | 2004—2011 | Цубаме           | Потяги «Цубаме» - найкомфортабельніші і побудовані по самому останньому слову техніки, курсують по наймальовничишій сільській місцевості Кюсю. У поїздах «Цубаме» існує тільки один клас. Поїздка на них з Хаката в Кагосіма займе всього 2 години 20 хвилин. | Сінкансен 800                                               |
| Хоккайдо-сінкансен                                                                                    | Сін-Аоморі   | Сін-Хакодате-Хокуто | 148.9 км | JR Hokkaido     | 2016      | Хаябуса          | Продовження раніше діючих поїздів Тохоку-Сінкансен до Сін-Хакодате-Хокуто, зі збереженням класності. Швидкість в тунелі Сейкан обмежена 160 км/год | Сінкансен Е5, Сінкансен H5                                  |
| Хоккайдо-сінкансен                                                                                    | Сін-Аоморі   | Сін-Хакодате-Хокуто | 148.9 км | JR Hokkaido     | 2016      | Хаяте            | Продовження раніше діючих поїздів Тохоку-Сінкансен до Сін-Хакодате-Хокуто, зі збереженням класності. Швидкість в тунелі Сейкан обмежена 160 км/год | Сінкансен Е5, Сінкансен H5                                  |
| «Міні-Сінкансен»                                                                                      |              |                     |          |                 |           |                  | |                                                             |
| Ямагата-сінкансен                                                                                     | Фукусіма     | Сіндзьо             | 148,6 км | JR East         |           |                  | |                                                             |
| Акіта-сінкансен                                                                                       | Моріока      | Акіта               | 127,3 км | JR East         |           |                  | |                                                             |
| Лінії зі стандартною колією, технічно не класифікуються як лінії Сінкансен, але з послугами Сінкансен |              |                     |          |                 |           |                  | |                                                             |
| Хаката Мінамі                                                                                         | Хаката       | Хаката-Мінамі       | 8,5 км   | JR West         |           |                  | |                                                             |
| Гала-Юдзава                                                                                           | Етіго-Юдзава | Гала-Юдзава         | 1,8 км   | JR East         |           |                  | |                                                             |

### Майбутні лінії
Будівництво багатьох лінії Сінкансен було запропоновано ще на початку буму 1970-х років, але вони досі не побудовані. Вони називаються Сейбу-Сінкансен. Одна з таких ліній, Наріта-сінкансен до аеропорту Наріти, була офіційно скасована, але деякі залишаються на стадії розробки.
- Хокуріку-сінкансен продовжується до Цуруги і знаходиться на стадії будівництва, має бути відкрито у 2023 році. Продовження лінії до Осаки планується, але маршрут між станціями Цуруга і Сін-Осака ще не визначений.
- Хоккайдо-сінкансен від Сін-Хакодате-Хокуто до Саппоро знаходиться в стадії проектування і будівництва, зі вступом в експлуатацію не раніше 2030 року.
- Тюо-сінкансен (Токіо-Нагоя-Осака) є запланованою лінією Маглев. JR Central оголосила про встановлений термін спорудження - 2025 рік. Попри це, будівництво ще не почалося (крім короткої експериментальної дистанції).